# Haveluy
Haveluy é uma comuna francesa na região administrativa de Altos da França, no departamento do Norte. Estende-se por uma área de 4.7 km². Em 2010 a comuna tinha 3 218 habitantes (densidade: 684,7 hab./km²).